# Staatliche Universität für Verkehrswesen des Uralgebiets

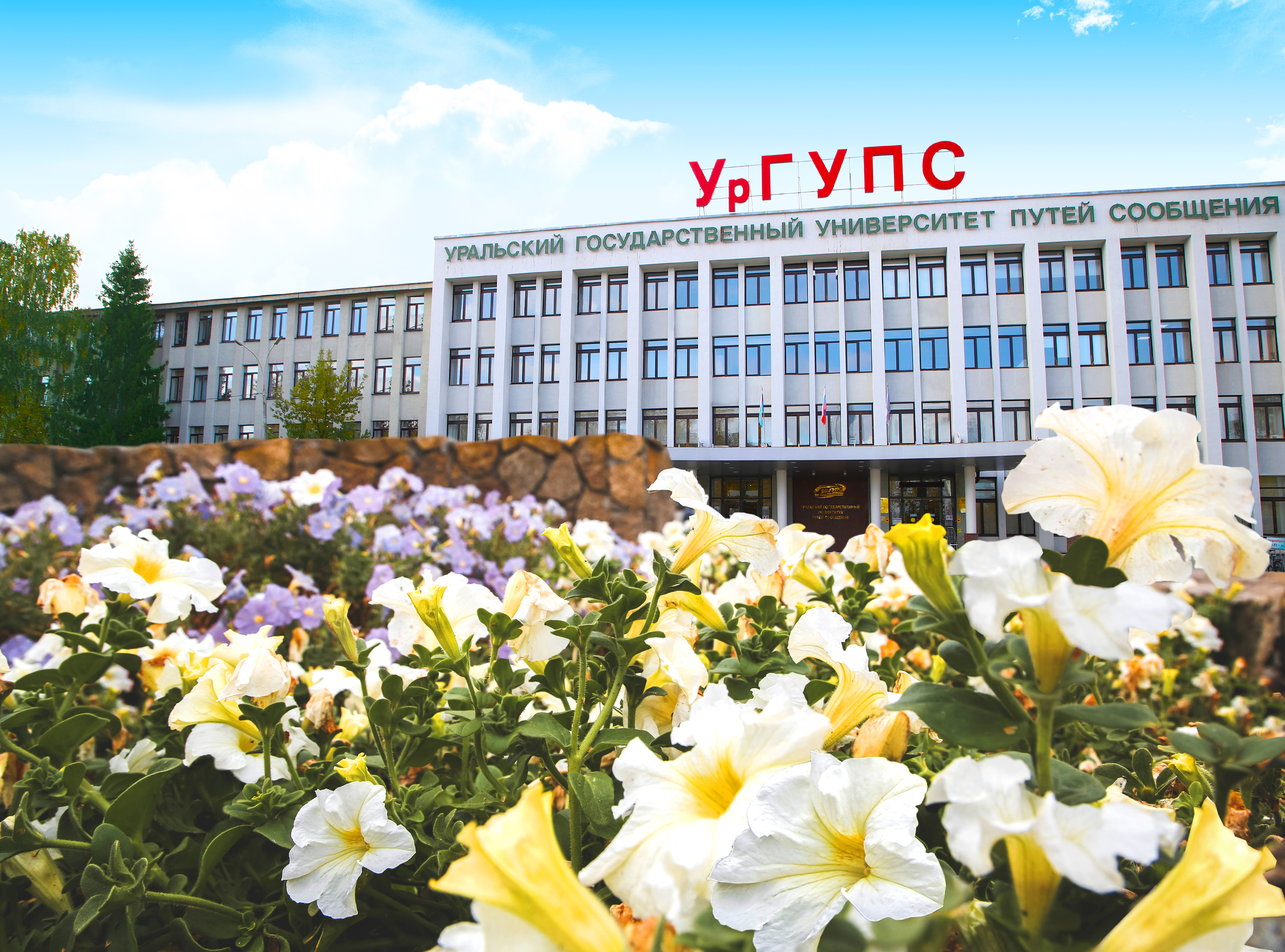
Staatliche Universität für Verkehrswesen des Uralgebiets

Die Staatliche Universität für Verkehrswesen des Uralgebiets (russisch Уральский государственный университет путей сообщения, USURT) in Jekaterinburg, gegründet 1956, ist das größte moderne multidisziplinäre Zentrum für Bildung, Wissenschaft und Praxis. Sie nimmt die wichtigste Position im Bildungsraum des Föderalkreises Ural ein und konzentriert sich hauptsächlich auf die Personalbesetzung in der Transportbranche der größten Industrieregion des Landes.
Die USURT ist ein vertikal integrierter Bildungskomplex, der sich auf dem Territorium von 5 Subjekten der Russischen Föderation befindet.
Der Universitätskomplex implementiert ein mehrstufiges System der kontinuierlichen Bildung einschließlich berufsbildender Sekundarstufe, voruniversitärer Ausbildung, Hochschulbildung nach Bachelor- und Graduiertenprogrammen, Master- und Postgraduiertenstudiengängen, zusätzlicher beruflicher Bildung in Form von Weiterbildung und beruflicher Umschulung von Spezialisten.

## Geschichte der Universität
In der Mitte des 20. Jahrhunderts startete die Uralregion die aktive Entwicklung neuer Produkttypen sowie die Erneuerung der Ausrüstung und den intensiven Ausbau von Verkehrsverbindungen mit anderen Regionen des Landes. Die Bedeutung des Schienenverkehrs, insbesondere in der ural-sibirischen Region, nahm erheblich zu. Es stellte sich die Frage nach der Schaffung einer Ingenieurhochschule, die Personal für die Eisenbahnen ausbilden sollte.
Am 17. November 1956 fand ein feierlicher Akt zur Eröffnung der Elektromechanischen Hochschule für Eisenbahningenieure des Uralgebiets (der ursprüngliche Name der heutigen Universität) statt. Das erste Gebäude der Universität befand sich in der Jakow-Swerdlow-Straße 11-a im Gebäude der jetzigen Eisenbahnfachschule Swerdlowsk. 1957 wurde eine Abendfakultät eröffnet. 1958 wurden zwei Basisfakultäten geschaffen – die Fakultäten für Elektromechanik und Elektrotechnik – und im Jahr 1959 eine Fakultät für Fernunterricht.
Am 16. November 1964 wurde die erste Sektion des akademischen Hauptgebäudes geöffnet. Die Universität zog in ein neues Gebäude am Ufer des städtischen Sees in der Nähe der sogenannten „Generalitätsdatschen“ um. Geräumige Hörsäle, Labore und Unterrichtsräume wurden von den Lehrstühlen für allgemeinbildende Fächer sowie von allen Lehrstühlen der elektromechanischen Fakultät belegt.
Mit dem Bau der Verkehrshochschule erweiterte sich auch ihre Bildungstätigkeit. 1966 wurde die Fakultät für Bauingenieurwesen eröffnet. Im selben Jahr wurde der Lehrstuhl für Eisenbahnbetrieb organisiert, der später in die Fakultät für Transportmanagement umbenannt wurde.
1968 wurden der Lehrstuhl für Waggons und Beförderungswirtschaft etabliert und die Fakultät zur Weiterbildung von Führungskräften und Spezialisten des Eisenbahnverkehrs eröffnet.
1971 wurde die Fakultät für Mechanik gegründet.
1975 nahm der Lehrstuhl für Baukonstruktionen und Bauproduktion seine Arbeit auf. Das Ergebnis einer solchen Bildungsentwicklung war, dass in den 1970er und 1980er Jahren die Zahl der an der Elektromechanischen Hochschule für Eisenbahningenieure des Uralgebiets immatrikulierten Studenten von 600 auf 7000 und die Zahl der Lehrkräfte auf 357 anstieg, von denen 45 Prozent akademische Abschlüsse und Titel hatten.
In den 1990er Jahren wurde der Ausbau der Hochschule fortgesetzt. 1992 wurde die Elektromechanische Hochschule für Eisenbahningenieure des Uralgebiets zertifiziert und im Jahre 1993 lizenziert. 1994 erhielt die Hochschule einen neuen Status und wurde in Staatliche Eisenbahnakademie des Uralgebiets umbenannt. Die Akademie hat sich zu einer der größten Eisenbahnhochschulen in Russland entwickelt. Ihre Struktur umfasste 8 Fakultäten, 28 Lehrstühle, 34 wissenschaftliche Abteilungen, 1 Zweigstelle und 6 Bildungs- und Beratungsstellen. Die internationalen Beziehungen der Universität begannen sich aktiv zu entwickeln.
1999 erhielt die Akademie aufgrund ihrer Leistungen und der Qualität der Fachkräfteausbildung den Status einer technischen Universität und den Namen „Staatliche Universität für Verkehrswesen des Uralgebiets“ (USURT). Im selben Jahr wurde die Fakultät für Wirtschaft und Management eröffnet.
Mit dem Anbruch eines neuen Zeitalters erlebte die Universität für Eisenbahnverkehr neue Bildungstrends. Praktisch an allen Fakultäten wurden neue Bildungsbereiche und Fachrichtungen eröffnet und es vollzog sich der Übergang zu einem mehrstufigen System der Fachkräfteausbildung.
Auf der Grundlage der Universität entstand ein regionales Industriezentrum zur wissenschaftlichen und methodischen Unterstützung, das es ermöglicht, die Aktivitäten aller an der Ausbildung von Personal für Unternehmen der Verkehrswirtschaft beteiligten Bildungseinrichtungen zu koordinieren. Die Struktur der Universität wurde mit Zweigstellen sowie mit der Akademie für branchenbezogene Ausbildung ergänzt, die eine Abteilung für Teilzeitausbildung und eine Abteilung für berufliche Weiterbildung einschließt. Ein neuer Bildungs- und Laborkomplex mit 12 Wissenschafts- und Bildungszentren und eine Sportstätte wurden eröffnet, ein Wohngebäude für Lehrkräfte wurde gebaut.

## Bewertungen
Nach Monitoringsergebnissen des Rentenfonds der Russischen Föderation gehörte die Staatliche Universität für Verkehrswesen des Uralgebiets im Jahr 2020 zu den 100 besten Universitäten Russlands.
In der gesamtrussischen Bewertung „Nationale Anerkennung“ im Fach „Transport“ belegte die USURT 2021 den 9. Platz unter 95 Universitäten des Landes.
Im lokalen Rating der Hochschule des Föderationskreises Ural belegte die USURT den 9. Platz.

## Bekannte Absolventen
- Alexander Sergejewitsch Mischarin, Gouverneur der Region Swerdlowsk (2009–2019), Vorstandsvorsitzender der Holding „Sinara – Transportmaschinen“
- Wiktor Petrowitsch Sawinych, sowjetischer Kosmonaut, zweifacher Held der Sowjetunion
- Sergei Jurjewitsch Swetlakow, Moderator, Drehbuchautor, Filmproduzent, Schauspieler
- Wladimir Alexejewitsch Stepanow, Armwrestler, mehrfacher Weltmeister unter den Veteranen in der Gewichtsklasse bis 100 kg
- Leonid Iwanowitsch Matjukin, Eisenbahnminister der UdSSR (1991)
- Nygmetjan Esengarin, Minister für Verkehr und Kommunikation der Republik Kasachstan (1991–1994)
- Konstantin Jurjewitsch Sacharow, Abgeordneter der Staatsduma der Russischen Föderation der VIII. Wahlperiode (Partei „Einiges Russland“)
- Alexander Nikolajewitsch Dudnikow, Vorsitzender der Gewerkschaft der Transportarbeiter von Sacha (Jakutien) der dritten, vierten, fünften Wahlperiode
- Stepan Michailowitsch Kiritschuk, Bürgermeister der Stadt Tjumen (1996–2005), Mitglied des Föderationsrates der Russischen Föderation
- Alexander Wladimirowitsch Kusnezow, Abgeordneter der Staatsduma der Russischen Föderation der II. Wahlperiode, stellvertretender Vorsitzender der Bergbau- und Metallurgiegewerkschaft Russlands (2000–2007), stellvertretender Leiter der Abteilung für den öffentlichen Dienst des Föderalen Antimonopoldienstes Russlands, Politiker (Partei „Jabloko“)
- Gennadi Stepanowitsch Kalistratow, Abgeordneter der Staatsduma der Russischen Föderation der 1. Wahlperiode

## Universitätsstruktur
- 6 Fakultäten
- 21 Lehrstühle
- Fachschule für Eisenbahnverkehr
- Medizinische Fachschule
- Hochschule für Eisenbahnverkehr Tscheljabinsk
- Hochschule für Schienenverkehr Kurgan
- Hochschule für Schienenverkehr Perm
- USURT-Zweigstelle in Tjumen
- USURT-Zweigstelle in Nischni Tagil
- USURT-Zweigstelle in Slatoust
- USURT-Repräsentanz in Kartaly
- Akademie für branchenbezogene Ausbildung mit der Abteilung für Teilzeitausbildung und der Abteilung für berufliche Weiterbildung sowie der Abteilung für Distanzunterricht und Schulungszentren in ihrem Bestand

## Studierende und Lehrkräfte
- 18.000 Studierende
- Mehr als 900 hochqualifizierte Lehrkräfte (Doktoren und habilitierte Doktoren)

## Studienzeit für
- Bachelors – 4 Jahre
- Graduierte – 5 Jahre
- Master – 6 Jahre
- Doktoranden – 3–4 Jahre

## Fakultäten
- Elektromechanische Fakultät
- Fakultät für Elektrotechnik
- Fakultät für Management von Beförderungsprozessen
- Fakultät für Bauingenieurwesen
- Fakultät für Mechanik
- Fakultät für Wirtschaft und Management

## Studienbereiche

### Berufsbildende Sekundarstufe
- „Bau von Eisenbahnen, Gleisen und Gleisanlagen“ (Vollzeitstudium, Teilzeitstudium)
- „Computersysteme und -komplexe“ (Vollzeitstudium, Teilzeitstudium)
- „Technischer Betrieb elektronischer Funkgeräte im Transport (nach Transportbranche)“ (Vollzeitstudium, Teilzeitstudium)
- „Energieversorgung (branchenbezogen)“ (Vollzeitstudium, Teilzeitstudium)
- „Transportorganisation und Transportmanagement (nach Transportart)“ (Vollzeitstudium, Teilzeitstudium)
- „Technischer Betrieb des Rollmaterials auf der Eisenbahn“ (Vollzeitstudium, Teilzeitstudium)
- „Automatisierung und Telemechanik im Transport (Schienenverkehr)“ (Vollzeitstudium)
- „Allgemeinmedizin“ (Vollzeitstudium)
- „Pflegedienst“ (Vollzeitstudium, Voll- und Teilzeitstudium)
- „Wirtschaft und Rechnungswesen“ (branchenbezogen) (Vollzeitstudium)

### Hochschulbildung: Graduiertenprogramme
- „Schienenfahrzeuge“ (Vollzeitstudium, Teilzeitstudium)
- „Betrieb von Eisenbahnen“ (Vollzeitstudium, Teilzeitstudium)
- „Systeme zur Sicherstellung des Zugverkehrs“ (Vollzeitstudium, Teilzeitstudium)
- „Bau von Eisenbahnen, Brücken und Verkehrstunneln“ (Vollzeitstudium, Teilzeitstudium)

### Hochschulbildung: Bachelorprogramme
- „Ingenieurbau“ (Vollzeitstudium, Teilzeitstudium)
- „Informationssysteme und -technologien“ (Vollzeitstudium, Teilzeitstudium)
- „Informationssicherheit“ (Vollzeitstudium)
- „Elektrische Energiewirtschaft und Elektrotechnik“ (Vollzeitstudium, Teilzeitstudium)
- „Mechatronik und Robotik“ (Vollzeitstudium)
- „Sicherheit in der Technosphäre“ (Vollzeitstudium, Teilzeitstudium)
- „Technologie von Transportprozessen“ (Vollzeitstudium, Teilzeitstudium)
- „Betrieb von Transporttechnik und -anlagen“ (Vollzeitstudium, Teilzeitstudium)
- „Management technischer Systeme“ (Vollzeitstudium)
- „Wirtschaft“ (Vollzeitstudium, Teilzeitstudium, Voll- und Teilzeitstudium)
- „Management“ (Vollzeitstudium, Teilzeitstudium, Voll- und Teilzeitstudium)
- „Personalmanagement“ (Vollzeitstudium, Teilzeitstudium, Voll- und Teilzeitstudium)
- „Soziologie“ (Vollzeitstudium)
- „Tourismus“ (Vollzeitstudium)

### Hochschulbildung: Masterstudiengänge
- „Ingenieurbau“ (Vollzeitstudium, Teilzeitstudium)
- „Informationssysteme und -technologien“ (Vollzeit)
- „Informationssicherheit“ (Vollzeitstudium)*2 "Energiewirtschaft und Elektrotechnik" (Vollzeitstudium, Teilzeitstudium)
- „Mechatronik und Robotik“ (Vollzeitstudium)
- „Sicherheit in der Technosphäre“ (Vollzeitstudium, Teilzeitstudium)
- „Technologie von Transportprozessen“ (Vollzeitstudium, Teilzeitstudium)
- „Betrieb von Transporttechnik und -anlagen“ (Vollzeitstudium, Teilzeitstudium)
- „Wirtschaft“ (Vollzeitstudium, Teilzeitstudium)
- „Management“ (Vollzeitstudium, Teilzeitstudium)
- „Personalmanagement“ (Vollzeit, Teilzeitform)

### Hochschulbildung: Doktorandenprogramme
- „Informatik und technische Informatik“ (Vollzeitstudium)
- „Informationssicherheit“ (Vollzeitstudium)
- „Elektro- und Heizungstechnik“ (Vollzeitstudium)
- „Technik und Technologie des Landverkehrs“ (Vollzeitstudium)
- „Management technischer Systeme“ (Vollzeitstudium)
- „Wirtschaft“ (Vollzeitstudium)

## Campus
Einer der Vorteile der Staatlichen Universität für Verkehrswesen des Uralgebiets ist nicht nur ihre einzigartige Lage, sondern auch die interne Struktur des Territoriums und des Campus, ihre Kompaktheit. In Gehweite befinden sich das akademische Hauptgebäude, Studentenwohnheime, eine Sportanlage, ein geräumiges modernes Stadion, ein separates Testzentrum, eine Sanitätsstelle und eine Fahrschule mit Rennstrecke.
2021 trat die USURT dem Verband der grünen Universitäten Russlands bei.

## Studentenleben
In der USURT gibt es etwa 20 kreative Gruppen: Tanzgruppen, eine Rockgruppe, ein Team des Humorspiels KVN, ein Gesangsstudio, ein Modetheater, ein Kunststudio, ein Literatur- und Musikstudio Slowo sowie eine eigene Studentenmedienholding und einen Amateurradiosender. Studenten der kreativen Teams nehmen aktiv an internationalen, gesamtrussischen und regionalen Wettbewerben teil und gewinnen dabei Preise.
Die Universität hat ein Zentrum für Innovation und Technologie eingerichtet, das auf dem Prinzip von FabLabs (der internationalen Bewegung von Fertigungslabors) basiert. Das FabLab-Labor ist das einzige in der Uralregion, wo man 3D-Modellierung studiert, Lasergravierung durchführt, schweißt, lötet und wo alles getan wird, was für die Beherrschung der Berufe eines Mechanikers, eines Elektrikers und eines Elektronikingenieurs erforderlich ist. Hier entwerfen und montieren Studenten des Teams „Formel Student USURT“ echte Rennwagen und stellen einzigartige Bauteile für sie her, um dann diese Rennwagen bei internationalen Wettbewerben in Italien vorzustellen.

## Internationale Tätigkeit
Die USURT führt zielorientierte internationale Aktivitäten durch, beteiligt sich aktiv an internationalen Projekten, vor allem mit den Ländern der Pazifikregion und Südostasiens – der Mongolei, Kasachstan, China sowie mit den GUS-Staaten.
Die Universität beteiligt sich an der Arbeit solcher internationalen Organisationen wie der Organisation für die Zusammenarbeit der Eisenbahnen, der Vereinigung der Rektoren der Verkehrsuniversitäten Russlands und Chinas, des Rats für Bildung und Wissenschaft im Rahmen des Verkehrskoordinierungstreffens der GUS-Mitgliedsstaaten. Sie ist auch offizielles Mitglied der Internationalen Vereinigung der Verkehrsuniversitäten der Asien-Pazifikregion sowie des Verbandes der Rektoren der Verkehrsuniversitäten Russlands und Frankreichs, der BRICS-Staaten, Russlands und Chinas. Aktiv entwickelt sich die Zusammenarbeit mit europäischen Ländern – mit Deutschland, Polen, Spanien und Serbien.
Es gibt eine Abteilung zur Vorbereitung auf die Zulassung zu Studienprogrammen höheren Levels und zum Erlernen der russischen Sprache und Kultur.
Es werden DAAD-Programme, ERASMUS PLUS–Programme sowie wissenschaftliche und technische Kooperationsprojekte mit China umgesetzt.
Die Zahl der ausländischen Studierenden der Hochschule und ihrer Struktureinheiten wächst stetig. Dank fruchtbaren Kooperationen mit China und der Mongolei steigt der Anteil ausländischer Studierender aus dem fernen Ausland; an der USURT studieren Postgraduierte aus der Volksrepublik China. Die wachsende Präsenz chinesischer Studenten motiviert russische Studenten, Chinesisch zu lernen. Ein erheblicher Teil der USURT - Studenten studierte im Ausland dank der Aktivitäten von Mitgliedern der Studentenorganisation BEST, die erfolgreich internationale Beziehungen aufbauen und aktiv an Veranstaltungen in ganz Europa teilnehmen.
Die USURT hat mehr als 30 internationale Kooperations- und Austauschabkommen mit Universitäten in Europa und Asien geschlossen. Lehrkräfte des Lehrstuhls für Fremdsprachen und interkulturelle Kommunikationen arbeiten aktiv daran, die internationale Mobilität der USURT-Studierenden zu fördern.